# Shalabi Effect
Shalabi Effect is een Canadese experimentele psychedelische rockgroep. De muziek is merendeels instrumentaal en bevat invloeden van geïmproviseerde muziek en wereldmuziek.
De groep werd opgericht in 1996 als duo bestaande uit Anthony Seck en Sam Shalabi. Shalabi werd geboren in 1964 in Tripoli (Libië) uit Egyptische ouders, die naar Canada emigreerden toen Sam 5 jaar oud was.
In 1998 bracht de groep een cassette uit in kleine oplage en voegden Alexandre Saint-Onge en Will Eizlini zich bij de groep. In dat jaar werd ook het nummer Aural Florida opgenomen, dat zou worden uitgebracht op een split-cd met Godspeed You! Black Emperor. De split-cd werd uiteindelijk nooit uitgebracht en Aural Florida verscheen in 2000 op het debuutalbum Shalabi Effect. Sam Shalabi maakt ook muziek met andere muzikanten en brengt dat uit onder eigen naam of een groepsnaam.
Shalabi Effect trad onder andere op in Vera (Groningen), Hasselt, Diksmuide en tijdens festival Le Guess Who? in EKKO.

## Bezetting
- Anthony Seck (elektrische gitaar, lapsteel, moog, toetsen) (vanaf 1996)
- Sam Shalabi (oed, elektronica, "toys") (vanaf 1996)
- Alexandre Saint-Onge (dubbele en elektrische bas, elektronica, stem) (vanaf 1998)
- Will Eizlini (percussie, elektronica, trompet, tabla) (vanaf 1998)

## Discografie

### Shalabi Effect
- 1998: The Shalabi Effect - cassette in eigen beheer als 'The Shalabi Effect'.
- 2000: Shalabi Effect - dubbel-cd
- 2002: The Trial of St. Orange
- 2004: Pink Abyss
- 2005: Unfortunately
- 2012 Feign to Delight Gaiety of Gods - dubbel-cd

### Sam Shalabi
- 2000: Luteness
- 2001: On Hashish
- 2003: Osama
- 2008: Eid
- 2014: Music For Arabs

### As Anthony von Seck
- 2011: My Best Friends in Exile